# Konklave (Film)
Konklave (Originaltitel Conclave) ist ein Thriller von Edward Berger und basiert auf dem gleichnamigen Roman von Robert Harris. In dem Film spielen unter anderem Ralph Fiennes, Stanley Tucci und John Lithgow Kardinäle aus verschiedenen Ländern, die bei einem Konklave zusammenkommen, um einen neuen Papst zu wählen. Der Film wurde Ende August 2024 beim Telluride Film Festival uraufgeführt. Der Kinostart von Konklave in den USA war Ende Oktober 2024. In Deutschland und Österreich kam der Film am 21. November 2024 in die Kinos. Der Kinostart in der Deutschschweiz war in der darauffolgenden Woche. Am 29. November 2024 startete der Film im Vereinigten Königreich. Im Rahmen der Oscarverleihung 2025 wurde Konklave unter anderem als bester Film und Fiennes als bester Hauptdarsteller nominiert, letztlich wurde Peter Straughan für das beste adaptierte Drehbuch ausgezeichnet.

## Handlung
Nachdem der Papst an einem Herzinfarkt gestorben ist, versammelt sich das Kardinalskollegium, um ein neues Oberhaupt der katholischen Kirche zu wählen. Einer von ihnen ist der britische Kardinal Lawrence, der als Dekan des Kardinalskollegiums das Konklave leitet. Währenddessen steht Schwester Agnes in diesen Tagen den Nonnen vor, die sich um den Haushalt kümmern. Alles wird für Lawrence komplizierter, als der ihm unbekannte Bischof von Kabul, der Mexikaner Vincent Benítez, eintrifft, den der vorherige Papst heimlich zum Kardinal berufen hatte. Kardinal Benítez darf nach den kanonischen Statuten an dem Konklave teilnehmen.

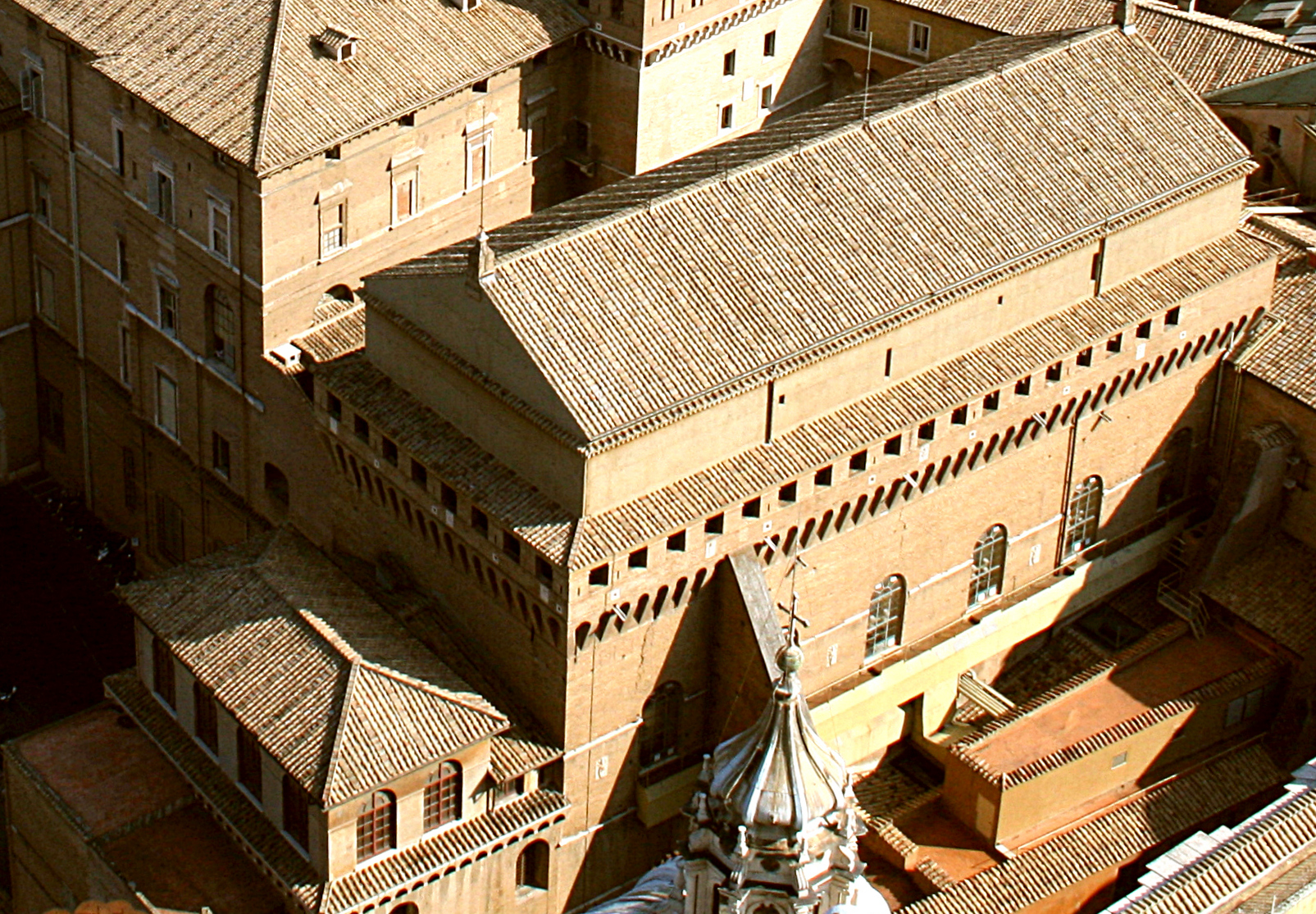
Die Welt wartet darauf, dass weißer Rauch aus dem Schornstein der Sixtinischen Kapelle tritt

Die vier, die bei der geheimen Wahl als Hauptkandidaten gelten, sind der liberale italienische Kurienkardinal Aldo Bellini, der erzkonservative Kardinal Adeyemi aus Nigeria, der konservative Kardinal Tremblay aus Quebec und der traditionsbewusste Italiener Tedesco, der Teile des Zweiten Vatikanischen Konzils umkehren will. In der ersten Abstimmung erhält kein Kandidat die benötigte Zweidrittelmehrheit. Währenddessen wartet die Welt darauf, dass weißer Rauch aus dem Schornstein der Sixtinischen Kapelle tritt und der neue Pontifex verkündet wird.
Lawrence hofft, dass der liberalere Kardinal Bellini, ein langjähriger Verbündeter des ehemaligen Papstes, dessen Nachfolger wird. Dem erzkonservativen italienischen Kandidaten Kardinal Tedesco steht er kritisch gegenüber, weil er die Kirche in seinen Augen um Jahrzehnte oder mehr zurückwerfen könnte. Die anderen Kandidaten sind nicht viel besser. Kardinal Adeyemi wäre der erste schwarze und der erste afrikanische Papst der Geschichte, aber seine gesellschaftlichen Ansichten sind fast ebenso konservativ wie die Tedescos. Kardinal Tremblay ist ein machthungriger Mann.
Lawrence erfährt, dass Benítez dem ehemaligen Papst nahe stand und dass dieser ihm ein Flugticket in die Schweiz für einen Kliniktermin bezahlte, der später abgesagt wurde. Darüber hinaus behauptet ein Vertrauter des verstorbenen Papstes, dass der Papst wenige Stunden vor seinem Tod Tremblay zum Rücktritt aufgefordert habe. Tremblay bestreitet dies energisch gegenüber Lawrence.
In der Folge scheiden diverse Kandidaten aus verschiedenen Gründen aus. So muss Adeyemi gestehen, vor 30 Jahren einen Sohn mit Shanumi, einer Nonne, die ihn diesbezüglich im Refektorium konfrontiert, gezeugt zu haben. Adeyemi vermutet ein Komplott gegen ihn, da Shanumi Nigeria nie verlassen hat, bevor sie zum Konklave gerufen wurde. Dies geschah durch Tremblay, der jedoch behauptet, vom verstorbenen Papst dazu aufgefordert worden zu sein, ohne von der Verbindung zwischen Adeyemi und Shanumi gewusst zu haben. Durch einen Einbruch in die Räumlichkeiten des verstorbenen Papstes findet Lawrence Beweise, dass Tremblay Kardinäle bestochen hat.
Während der fünften Abstimmung kommt es in der Stadt zu Anschlägen, wobei viele Menschen getötet werden. Terroristen legen Autobomben auf der Piazza del Risorgimento und Rauchsäulen steigen auf. Auch wenn die Kardinäle versuchen, die moderne Welt auszublenden, werden einige durch zerstörte Fenster der Sixtinischen Kapelle verletzt. Tedesco macht Islamisten verantwortlich und fordert die Kardinäle auf, einen Krieg gegen den Islam zu führen. Benítez antwortet, dass Gewalt nicht mit Gewalt beantwortet werden sollte, und verweist darauf, dass er im Gegensatz zu Tedesco durch seine Aufenthalte im Kongo, in Bagdad und Kabul Kriege erlebt habe. Bewegt wählen die Kardinäle Benítez bei der sechsten Abstimmung mit einer ausreichenden Mehrheit zum Papst. Benitez wählt den Namen Innozenz.
Bevor Lawrence weißen Rauch aufsteigen lässt, erfährt er weitere Details zu Benítez’ abgesagtem Klinikaufenthalt und konfrontiert ihn damit. Benítez erklärt, dass eine Gebärmutterentfernung geplant gewesen sei. Er habe erst bei einer Blinddarmoperation erfahren, dass er Eierstöcke und eine Gebärmutter habe und somit intergeschlechtlich sei. So sei er schon zum Priester geweiht worden, aber mit dem neuen Wissen habe er dem Papst seinen Rücktritt angeboten, was dieser jedoch abgelehnt habe. Benítez habe sich entschieden, seine weiblichen Organe zu behalten, da Gott ihn so gemacht habe. Schließlich hört man die Menge vor dem Petersdom der Papstwahl applaudieren.

## Produktion

### Literarische Vorlage und Filmstab

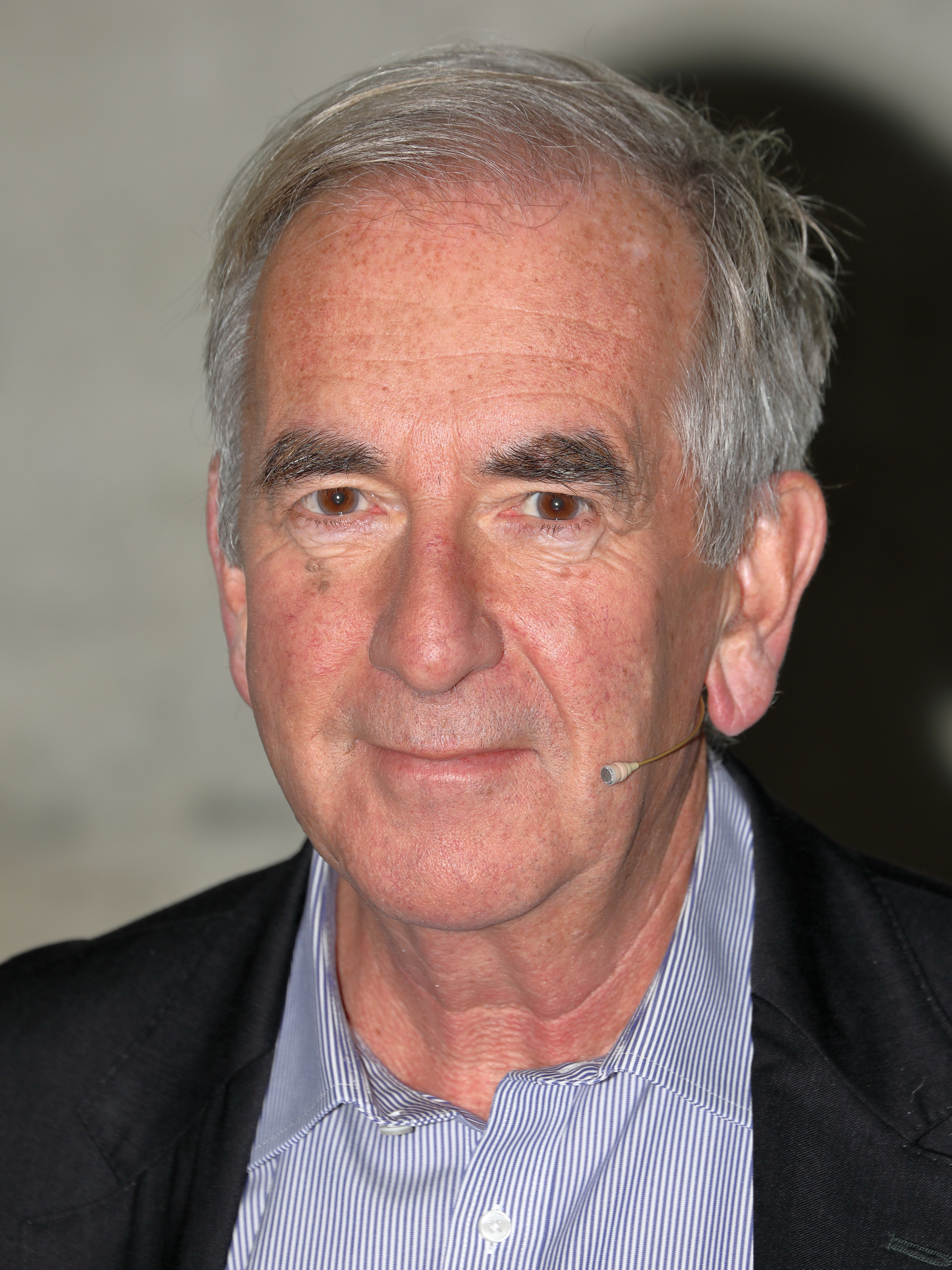
Der Film basiert auf dem gleichnamigen Roman von Robert Harris

Der Film basiert auf dem Roman Konklave von Robert Harris. Dieser ist aus der Sicht eines Er-Erzählers in der Person von Kardinaldekan Jacopo Lomeli erzählt, und darin wird das Konklave authentisch dargestellt, insbesondere der Ablauf der Wahlgänge und die Isolation der Kardinäle.
Der Roman wurde von Peter Straughan für den Film adaptiert. Er war gemeinsam mit Bridget O’Connor 2012 für ihr Drehbuch zur Romanverfilmung Dame, König, As, Spion für einen Oscar nominiert.
Regie führte Edward Berger. Seine letzte Regiearbeit Im Westen nichts Neues von 2022, mit Felix Kammerer, Albrecht Schuch, Aaron Hilmer und Daniel Brühl in den Hauptrollen, war ebenfalls eine Literaturverfilmung und wurde bei der Oscarverleihung 2023 vierfach ausgezeichnet, unter anderem als bester internationaler Film. Für Berger handelt Konklave nicht von Religion oder Politik, sondern von der Verführung durch die Macht: „Machtspiele hinter verschlossenen Türen betreffen nicht nur die katholische Kirche. Das kommt ebenso in Wirtschaft und Politik vor“, so der Regisseur.
Mit Filmeditor Nick Emerson arbeitet Berger auch für seinen Mystery-Thriller The Ballad of a Small Player zusammen. In der Vergangenheit war er für Filme wie Lady Macbeth und Eileen von William Oldroyd, Film Stars Don’t Die in Liverpool von Paul McGuigan, Greta von Neil Jordan und Emma von Autumn de Wilde tätig.
Produziert wurde Konklave von den Unternehmen House Productions und FilmNation Entertainment sowie kofinanziert durch FilmNation und Indian Paintbrush. Als Produzenten waren Alice Dawson, Autor Robert Harris, Juliette Howell, Michael A. Jackman und Tessa Ross beteiligt.

### Besetzung und Synchronisation
| Darsteller          | Synchronsprecher   | Rolle                       |
| ------------------- | ------------------ | --------------------------- |
| Ralph Fiennes       | Udo Schenk         | Kardinal Thomas Lawrence    |
| Stanley Tucci       | Lutz Mackensy      | Kardinal Aldo Bellini       |
| John Lithgow        | Holger Mahlich     | Kardinal Joseph Tremblay    |
| Isabella Rossellini | Susanna Bonaséwicz | Schwester Agnes             |
| Carlos Diehz        | Daniel Montoya     | Kardinal Vincent Benítez    |
| Lucian Msamati      | Samuel Zekarias    | Kardinal Joshua Adeyemi     |
| Brían F. O’Byrne    | Oliver Siebeck     | Monsignor O’Malley          |
| Thomas Loibl        | Thomas Loibl       | Erzbischof Wilhelm Mandorff |
| Valerio Da Silva    | Maximilian Dirr    | Pater Haas                  |
| Loris Loddi         | Martin Schubach    | Kardinal Modesto Villanueva |

Der Brite Ralph Fiennes spielt Kardinal Lawrence, den Leiter des Konklaves. Isabella Rossellini ist in der Rolle seiner Verbündeten Schwester Agnes zu sehen, die für die Leitung des Gästehauses der Vatikanstadt verantwortlich ist, in dem die Kardinäle isoliert sind. In weiteren Hauptrollen spielen Stanley Tucci Kardinal Bellini, John Lithgow Kardinal Tremblay, Brían F. O’Byrne Monsignor O’Malley und Thomas Loibl Erzbischof Mandorff. Der Mexikaner Carlos Diehz spielt Vincent Benítez, den aus Mexiko stammenden Erzbischof von Kabul, den der verstorbene Papst im Geheimen zum Kardinal ernannt hat. Weitere Rollen wurden mit Lucian Msamati, Merab Ninidze, Sergio Castellitto und Jacek Koman besetzt. Das Casting übernahmen Barbara Giordani, Nina Gold, Francesco Vedovati und Martin Ware.
Die deutsche Synchronisation entstand nach einem Dialogbuch von Eva Schaaf und der Dialogregie von Christoph Cierpka im Auftrag der Neue Tonfilm München Film- und Synchronproduktion GmbH.

### Kostümdesign
Die Kostüme wurden von Lisy Christl entworfen, mit der Berger ebenfalls bereits für Im Westen nichts Neues zusammengearbeitet hatte und die hierfür Nominierungen bei den British Academy Film Awards und dem Deutschen Filmpreis erhielt. Die Gewänder der Kardinäle in Konklave wurden aus schwererer Wolle gefertigt als für deren Kleidung üblich. Christl wählte für diese einen dunkleren Rotton, wie er bei älteren Roben aus dem 15. Jahrhundert bis in die 1960er Jahre hinein verwendet wurde. Christl hatte in Rom eine originale Kardinalssoutane besorgt und diese Berger und dem Kameramann gezeigt. Gemeinsam kamen sie zu dem Entschluss, dass der Farbton eine Belastung für die Augen sein könnte, wenn man sich diesen zwei Stunden lang ansehen muss. Für einige der Kardinäle ließ sie bei einem Florentiner Schmied goldene Kreuze fertigen, für andere wiederum silberne. Auf gelegentlich von Kardinälen getragene Holzkreuze verzichtete sie. Die individuellen Ringe wiederum wurden von Riccardo Penko aus Florenz gestaltet. Auch durch diese Details sowie verschiedene Schuhe und Umhänge sind die Kardinäle, von denen die meisten im Film das gleiche Gewand tragen, voneinander zu unterscheiden.

### Szenenbild und Dreharbeiten
Das Szenenbild schuf Suzie Davies. Die Britin war 2015 für ihre Arbeit für Mr. Turner – Meister des Lichts für einen Oscar nominiert. Die Sixtinische Kapelle mit Michelangelos  Jüngstem Gericht an der Stirnseite wurde in Cinecittà innerhalb von sechs Monaten von einem Team aus 20 bis 25 Personen nachgebildet, mitbeteiligt waren außerdem rund 100 Stuckateure, Maler, Bauarbeiter und Set-Dekorateure. Bei dem Gästehaus für die Kardinäle, das keinerlei Ähnlichkeit mit dem Gebäude in der Vatikanstadt (Casa Santa Marta) aufweist und ebenfalls in Cinecittà entstand, habe man sich, wie der Regisseur in einem Interview sagte, von der Architektur Carlo Scarpas inspirieren lassen. Wie Berger in einem Interview sagte, ist der „Vatikan, den wir geschaffen haben, eine Zusammenstellung aus rund 12 verschiedenen Lokalitäten, die wir einfach miteinander kombiniert haben“.
Die Dreharbeiten fanden von Anfang Februar bis Mitte April 2023 statt. Da die Produktionsfirma keine Dreherlaubnis für die Vatikanstadt erhielt, fanden die Dreharbeiten in den Studios von Cinecittà, an mehreren Orten in Rom sowie im Königspalast von Caserta bei Neapel statt. Die Szenen in den Kolonnaden des Petersplatzes wurden im Museo della Civiltà Romana im EUR-Viertel gedreht. Weitere Drehorte in Rom waren der Goldene Saal im Palazzo Barberini, in dem Kardinal Lawrence seine Rede über den Zweifel hält, der Garten der Villa Giulia und der Innenhof des Palazzo del Commendatore in Santo Spirito in Sassia, in unmittelbarer Nähe des Vatikans. Szenen, die innerhalb des Apostolischen Palastes spielen, wurden teilweise im Königspalast von Caserta aufgenommen, ein anderer Spielort im Palast war das repräsentative Treppenhaus. Als Kameramann fungierte der Franzose Stéphane Fontaine, der zuletzt für Filme wie Jackie: Die First Lady von Pablo Larraín, The Kill Team von Dan Krauss und Ammonite von Francis Lee tätig war.

### Sounddesign und Filmmusik

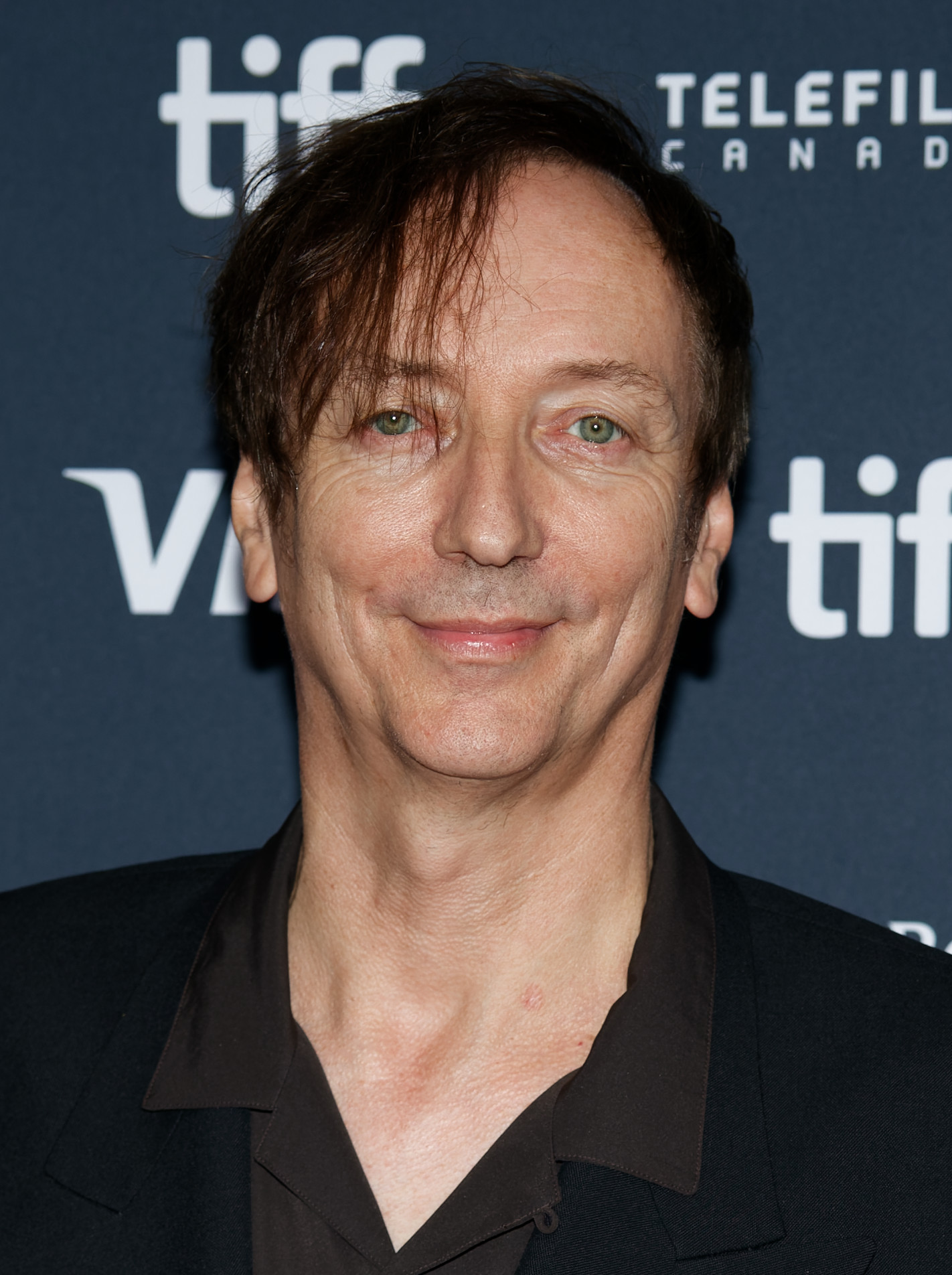
Die Filmmusik komponierte Volker Bertelmann

Für den Ton zeichneten verantwortlich Rob Price, Sophia Hardman, Jamie McPhee, Ben Baird, Jack Wensley, Adam Fletchter und Alexej Mungersdorff. McPhee ist bekannt für ihre Arbeit an Harry Potter und der Halbblutprinz von David Yates, Baird, Wensley, Fletchter und Mungersdorff waren bereits gemeinsam für Georgie von Charlotte Regan tätig.
Die Filmmusik komponierte Volker Bertelmann, mit dem Berger bereits für Im Westen nichts Neues zusammenarbeitete und der hierfür bei der Oscarverleihung 2023 ausgezeichnet wurde. Er verwendete bei seiner Arbeit auch ein Cristal Baschet, ein Instrument, das aus Glasstäben besteht. Dieses diente als Ersatz für eine Orgel. Als eine moderne Entsprechung dieser klinge sie in bestimmten Bereichen ein bisschen wie ein Synthesizer, ein bisschen wie aus einer anderen Welt, so Bertelmann. Bei den Streichern setzte er auf ein Pizzicato-Motiv zur Erhöhung der Spannung. Elemente wie die Schläge erzeugte Bertelmann unter anderem mit einem präparierten Klavier, in das er Gaffatape-Rollen legte.
Das Soundtrack-Album mit insgesamt 27 Musikstücken wurde am 25. Oktober 2024 von Back Lot Music als Download veröffentlicht. Zudem ist eine Veröffentlichung von Mutant auf Vinyl geplant.

### Marketing und Veröffentlichung
Der erste Trailer wurde Mitte Juli 2024 vorgestellt. Die Weltpremiere von Konklave erfolgte am 30. August 2024 beim Telluride Film Festival. Die internationale Premiere des Films war am 9. September 2024 beim Toronto International Film Festival. Ebenfalls im September 2024 wurde er bei der Filmkunstmesse Leipzig und beim San Sebastian International Film Festival gezeigt. Ende September, Anfang Oktober 2024 wurde er beim Vancouver International Film Festival gezeigt. Am 3. Oktober 2024 eröffnete Konklave das Mill Valley Film Festival. Mitte Oktober 2024 eröffnete der Film das Montclair Film Festival und wurde beim Middleburg Film Festival als Centerpiece gezeigt. Ebenfalls im Oktober 2024 wurde der Film beim London Film Festival, beim Zurich Film Festival, beim Hamptons International Film Festival und beim Chicago International Film Festival vorgestellt. Am 25. Oktober 2024 kam der Film im Verleih von Focus Features in ausgewählte US-Kinos. Am 6. November 2024 fand in Berlin die Deutschlandpremiere statt. Im November 2024 wurde Konklave beim Cork International Film Festival gezeigt. In Deutschland war der Kinostart am 21. November 2024 und in der Deutschschweiz am 28. November 2024. Der Kinostart im Vereinigten Königreich erfolgte am 29. November 2024. Ende November 2024 wurde der Film in den USA auch als Video-on-Demand veröffentlicht.

## Rezeption

### Kritiken
Von den bei Rotten Tomatoes aufgeführten Kritiken sind 93 Prozent positiv bei einer durchschnittlichen Bewertung mit 8,1 von 10 möglichen Punkten. Bei Metacritic erhielt der Film einen Metascore von 79 von 100 möglichen Punkten.

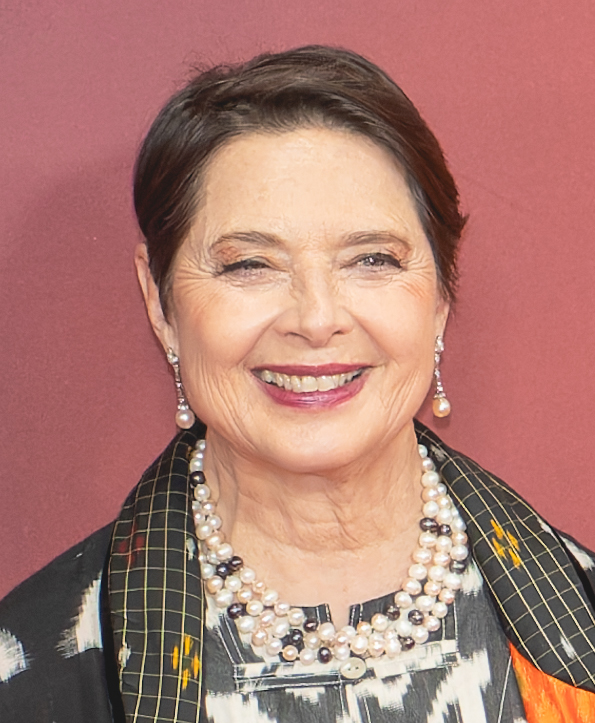
Isabella Rossellini spielt Schwester Agnes

Peter Debruge schreibt in seiner Kritik in Variety, obwohl Konklave durch den Filmschnitt und die spannende Streichermusik wie ein Thriller wirke, seien es die Einblicke in die streitbare katholische Kirche mit ehemaligen Päpsten wie Benedikt XVI., der in der Hitlerjugend war, oder der Vertuschung von Fällen von sexuellem Missbrauch durch Papst Johannes Paul II., die den Film so fesselnd machten. Gerade wenn man glaubt, alles durchschaut zu haben, trete Konklave mit einer der befriedigendsten Wendungen seit Jahren auf den Plan. Edward Berger und Peter Straughan glichen in dem Film und seinem Drehbuch das Ungleichgewicht, dass bei diesem Prozess, wie auch im Buch von Robert Harris, alle Beteiligten Männer sind, aus, indem Isabella Rossellini als allsehende Schwester Agnes besetzt wurde.
Gregory Ellwood bemerkt in seiner Kritik bei The Playlist, wenn man bedenkt, dass der Großteil des langsam aufflammenden Thrillers in Innenräumen spielt, sorgten Bergers Auge und die Kameraführung des Kameramanns Stéphane Fontaine dafür, dass eine Geschichte, die hätte klaustrophobisch wirken können, filmischer wirkt, als man erwarten würde. Nick Emersons Schnitt sei absolut umwerfend und Volker Bertelmanns Musik gut darauf abgestimmt.
Gerhard Midding von epd Film bemerkt in seiner Kritik, Berger wirke wie gebannt vom Theatralen der Abläufe und der Prachtentfaltung im Machtzentrum der katholischen Kirche, und regelmäßig falle sein schwelgerischer Blick auf Michelangelos Deckengemälde in der Sixtinischen Kapelle beziehungsweise deren Rekonstruktion in Cinecittà. Der von Stéphane Fontaine geführten Kamera habe er eine luftig energische Freiheit verordnet, der Zwischenschnitt auf die Prozession weißer Regenschirme sei grandios und Bergers Timing perfekt, bis hin zur abrupten Schlussvolte, in der man ein Happy End für den Fortschritt sehen dürfe.

### Einspielergebnis
Den Produktionskosten von rund 20 Millionen US-Dollar stehen weltweite Einnahmen des Films auf Kinovorführungen von 119,6 Millionen US-Dollar gegenüber. In Deutschland verzeichnet der Film bislang 988.260 Kinobesucher. Nach dem Tod von Papst Franziskus am 21. April 2025 erhielt Konklave in Deutschland, aber auch international bei den Video-on-Demand-Abrufen großen Zulauf. In Deutschland erhielt der Film einen Video Download Award. Auch bei den Besucherzahlen in den deutschen Kinos schlug sich sein Tod und das anstehende Konklave nieder.

### Auszeichnungen
AACTA International Awards 2025
- Nominierung für das Beste Drehbuch (Peter Straughan)
- Auszeichnung als Bester Hauptdarsteller (Ralph Fiennes)
- Nominierung als Bester Nebendarsteller (Stanley Tucci)

AFI Awards 2024
- Aufnahme in die 10 Filme des Jahres[46]

American Society of Cinematographers Awards 2025

Regisseur Edward Berger

- Nominierung für die Beste Kamera (Stéphane Fontaine)[47]

Art Directors Guild Awards 2025
- Nominierung für das Beste Szenenbild in einem zeitgenössischen Film (Suzie Davies)[48]

Artios Awards 2025
- Auszeichnung für das Beste Casting in einem Studio- oder Independent-Drama[49]

British Academy Film Awards 2025
- Auszeichnung als Bester Film (Tessa Ross, Juliette Howell und Michael A. Jackman)
- Auszeichnung als Bester britischer Film (Edward Berger, Tessa Ross, Juliette Howell, Michael A. Jackman und Peter Straughan)
- Nominierung für die Beste Regie (Edward Berger)
- Auszeichnung für das Beste adaptierte Drehbuch (Peter Straughan)
- Nominierung als Bester Hauptdarsteller (Ralph Fiennes)
- Nominierung als Beste Nebendarstellerin (Isabella Rossellini)
- Nominierung für die Beste Filmmusik (Volker Bertelmann)
- Nominierung für die Beste Kamera (Stéphane Fontaine)
- Nominierung für das Beste Szenenbild (Suzie Davies und Cynthia Sleiter)
- Auszeichnung für den Besten Schnitt (Nick Emerson)
- Nominierung für das Beste Kostümdesign (Lisy Christl)
- Nominierung für das Beste Casting (Nina Gold und Martin Ware)

British Society of Cinematographers Awards 2025
- Nominierung für die Beste Kamera – Spielfilm (Stéphane Fontaine)[50]

Camerimage 2024
- Nominierung als Bester Film für den Goldenen Frosch[51]

Costume Designers Guild Awards 2025
- Auszeichnung für die Besten Kostüme in einem zeitgenössischen Film (Lisy Christl)[52]

Critics’ Choice Movie Awards 2025
- Nominierung als Bester Film
- Nominierung für die Beste Regie (Edward Berger)
- Auszeichnung für das Beste adaptierte Drehbuch (Peter Straughan)
- Nominierung als Bester Hauptdarsteller (Ralph Fiennes)
- Nominierung als Beste Nebendarstellerin (Isabella Rossellini)
- Auszeichnung als Bestes Schauspielensemble
- Nominierung für die Beste Kamera (Stéphane Fontaine)
- Nominierung für die Beste Filmmusik (Volker Bertelmann)
- Nominierung für den Besten Schnitt (Nick Emerson)
- Nominierung für das Beste Szenenbild (Suzie Davies)
- Nominierung für die Besten Kostüme (Lisy Christl)

Directors Guild of America Awards 2025
- Nominierung für die Beste Spielfilmregie (Edward Berger)[53]

Eddie Awards 2025
- Nominierung in der Kategorie Bester Filmschnitt – Drama (Nick Emerson)[54]

Europäischer Filmpreis 2024
- Nominierung als Bester Darsteller (Ralph Fiennes)

Golden Globe Awards 2025
- Nominierung als Bester Film – Drama
- Nominierung für die Beste Regie (Edward Berger)
- Auszeichnung für das Beste Drehbuch (Peter Straughan)[55]
- Nominierung als Bester Hauptdarsteller – Drama (Ralph Fiennes)
- Nominierung als Beste Nebendarstellerin (Isabella Rossellini)
- Nominierung für die Beste Filmmusik (Volker Bertelmann)

Hollywood Music in Media Awards 2024
- Nominierung als Beste Filmmusik – Spielfilm (Volker Bertelmann)[56]

London Critics’ Circle Film Awards 2025
- Nominierung als Bester Film
- Auszeichnung mit dem Attenborough Award
- Nominierung für das Beste Drehbuch (Peter Straughan)
- Auszeichnung als Bester Hauptdarsteller (Ralph Fiennes)
- Nominierung als Beste Nebendarstellerin (Isabella Rossellini)
- Nominierung für eine Besondere technische Leistung (Nick Emerson für den Filmschnitt)[57][58]

National Board of Review Awards 2024
- Auszeichnung als Bestes Ensemble
- Aufnahme in die Top 10[59]

Online Film Critics Society Awards 2025
- Nominierung als Bester Film
- Nominierung für das Beste adaptierte Drehbuch
- Nominierung als Bester Hauptdarsteller (Ralph Fiennes)
- Nominierung als Beste Nebendarstellerin (Isabella Rossellini)
- Nominierung für die Beste Kamera
- Nominierung für das Beste Filmmusik
- Nominierung für die Besten Kostüme[60]

Oscarverleihung 2025
- Nominierung als Bester Film
- Auszeichnung für das Beste adaptierte Drehbuch (Peter Straughan)
- Nominierung als Bester Hauptdarsteller (Ralph Fiennes)
- Nominierung als Beste Nebendarstellerin (Isabella Rossellini)
- Nominierung für den Besten Schnitt (Nick Emerson)
- Nominierung für die Beste Filmmusik (Volker Bertelmann)
- Nominierung für das Beste Szenenbild (Suzie Davies und Cynthia Sleiter)
- Nominierung für das Beste Kostümdesign (Lisy Christl)

Palm Springs International Film Festival 2025
- Auszeichnung mit dem Ensemble Performance Award[61]

Producers Guild of America Awards 2025
- Nominierung als Bester Film für den Darryl F. Zanuck Award[62]

San Sebastian International Film Festival 2024
- Nominierung im Wettbewerb um die Goldene Muschel[63]

Satellite Awards 2025
- Nominierung als Bester Film
- Nominierung für die Beste Regie (Edward Berger)
- Nominierung als Bester Hauptdarsteller (Ralph Fiennes)
- Nominierung als Beste Nebendarstellerin (Isabella Rossellini)
- Nominierung für das Beste adaptierte Drehbuch (Peter Straughan)
- Nominierung für den Besten Filmschnitt (Nick Emerson)
- Nominierung für das Beste Szenenbild (Suzie Davies und Cynthia Sleiter)[64]

Screen Actors Guild Awards 2025
- Nominierung als Bester Hauptdarsteller (Ralph Fiennes)
- Auszeichnung als Bestes Schauspielensemble

Set Decorators Society of America Awards 2025
- Nominierung in der Kategorie Décor/Design of a Contemporary Feature Film (Cynthia Sleiter und Suzie Davies)[65]

Society of Composers & Lyricists Awards 2025
- Nominierung für die Beste Filmmusik – Studio Film (Volker Bertelmann)[66]

USC Libraries Scripter Awards 2025
- Auszeichnung für das Beste adaptierte Drehbuch (Peter Straughan)[67]

Zurich Film Festival 2024
- A Tribute to... Award für Regisseur Edward Berger